# Scutellospora scutata
Scutellospora scutata är en svampart som beskrevs av C. Walker & Dieder. 1989. Scutellospora scutata ingår i släktet Scutellospora och familjen Gigasporaceae.   Inga underarter finns listade i Catalogue of Life.